# Teucholabis tenella
Teucholabis tenella är en tvåvingeart som beskrevs av Alexander 1970. Teucholabis tenella ingår i släktet Teucholabis och familjen småharkrankar.
Artens utbredningsområde är Dominica. Inga underarter finns listade i Catalogue of Life.